# Statue d'Edward Colston
 (mars 2025).
La mise en forme du texte ne suit pas les recommandations de Wikipédia : il faut le « wikifier ».
Les points d'amélioration suivants sont les cas les plus fréquents. Le détail des points à revoir est peut-être précisé sur la page de discussion.
- Les titres sont pré-formatés par le logiciel. Ils ne sont ni en capitales, ni en gras.
- Le texte ne doit pas être écrit en capitales (les noms de famille non plus), ni en gras, ni en italique, ni en « petit »…
- Le gras n'est utilisé que pour surligner le titre de l'article dans l'introduction, une seule fois.
- L'italique est rarement utilisé : mots en langue étrangère, titres d'œuvres, noms de bateaux, etc.
- Les citations ne sont pas en italique mais en corps de texte normal. Elles sont entourées par des guillemets français : « et ».
- Les listes à puces sont à éviter, des paragraphes rédigés étant largement préférés. Les tableaux sont à réserver à la présentation de données structurées (résultats, etc.).
- Les appels de note de bas de page (petits chiffres en exposant, introduits par l'outil «  Source ») sont à placer entre la fin de phrase et le point final[comme ça].
- Les liens internes (vers d'autres articles de Wikipédia) sont à choisir avec parcimonie. Créez des liens vers des articles approfondissant le sujet. Les termes génériques sans rapport avec le sujet sont à éviter, ainsi que les répétitions de liens vers un même terme.
- Les liens externes sont à placer uniquement dans une section « Liens externes », à la fin de l'article. Ces liens sont à choisir avec parcimonie suivant les règles définies. Si un lien sert de source à l'article, son insertion dans le texte est à faire par les notes de bas de page.
- La présentation des références doit suivre les conventions bibliographiques. Il est recommandé d'utiliser les modèles {{Ouvrage}}, {{Chapitre}}, {{Article}}, {{Lien web}} et/ou {{Bibliographie}}. Le mode d'édition visuel peut mettre en forme automatiquement les références.
- Insérer une infobox (cadre d'informations à droite) n'est pas obligatoire pour parachever la mise en page.

Pour une aide détaillée, merci de consulter Aide:Wikification.
Si vous pensez que ces points ont été résolus, vous pouvez retirer ce bandeau et améliorer la mise en forme d'un autre article.
La statue d'Edward Colston est une statue en bronze représentant Edward Colston (1636-1721), marchand né à Bristol. Elle a été créée en 1895 par le sculpteur irlandais John Cassidy et était auparavant érigée sur un socle en pierre de Portland dans un espace public connu sous le nom de « The Centre » à Bristol, jusqu'à ce qu'elle soit renversée par des manifestants antiracistes en 2020.
Classée monument historique en 1977, la statue a néanmoins fait l'objet d'une controverse en raison de la fortune de Colston, due en partie à son implication dans l'organisation de la traite atlantique des esclaves, en tant que cadre supérieur de la Royal African Company. La statue a été érigée pour commémorer sa réputation de philanthrope à Bristol. À partir des années 1990, le débat sur la moralité de la glorification de Colston s'est intensifié. En 2018, un projet du conseil municipal de Bristol visant à ajouter une deuxième plaque pour mieux contextualiser la statue et résumer le rôle de Colston dans la traite des esclaves a abouti à un accord sur la formulation et à une plaque coulée prête à être installée. En mars 2019, le maire de Bristol, Marvin Rees, a opposé son veto à l'installation de la plaque, promettant une reformulation qui ne s'est jamais concrétisée.
Le 7 juin 2020, la statue a été renversée, dégradée et poussée dans le port de Bristol lors des manifestations pour George Floyd liées au mouvement Black Lives Matter. Le socle a également été recouvert de graffitis, mais reste en place. La statue a été récupérée dans le port et mise en dépôt par le conseil municipal de Bristol le 11 juin 2020, et exposée dans son état graffité au musée M Shed pour une période à partir de juin 2021. Quatre personnes ayant aidé à renverser la statue ont été déclarées non coupables de dommages matériels par un jury en janvier 2022.

## Description

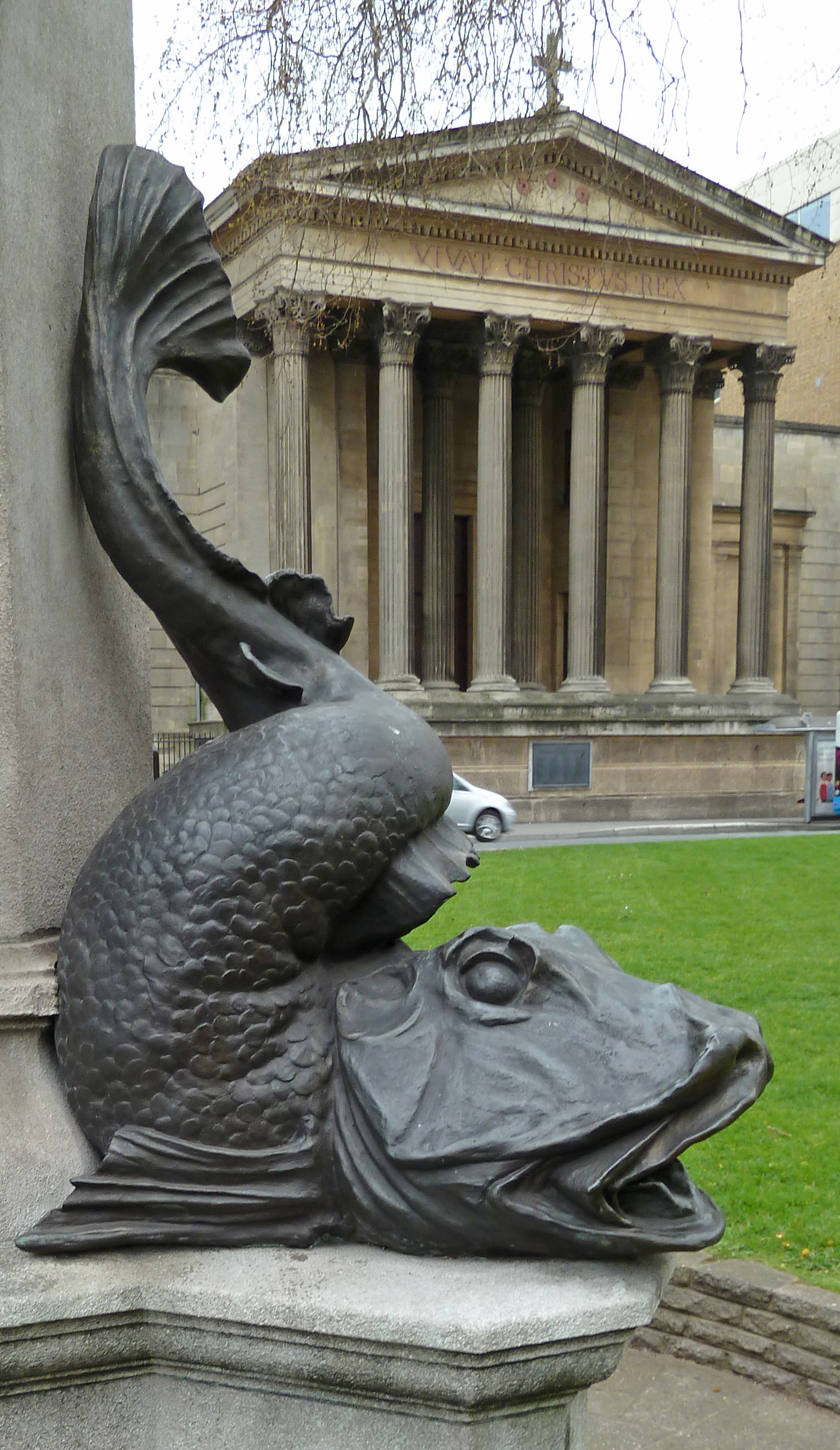
Détail d'un des dauphins

Le monument se composait à l'origine d'une statue en bronze d'Edward Colston (1636-1721) de 2,64 m, posée sur un piédestal de 3,20 m. La statue représente Colston vêtu d'une perruque fluide, d'un manteau de velours, d'un gilet de satin et d'une culotte de cheval, comme à l'époque. Le piédestal est en pierre de Portland et orné de plaques de bronze et, dans chaque coin, d'un dauphin. Sur les quatre plaques‍, une sur chaque face du socle‍, trois sont des sculptures en relief de style Art nouveau : deux d'entre elles représentent des scènes de la vie de Colston et la troisième une fantaisie maritime. La plaque sur la face sud porte les mots "Erected by citizens of Bristol as a memorial of one of the most virtuous and wise sons of their city AD 1895" (Erigé par les citoyens de Bristol en souvenir de l'un des fils les plus vertueux et les plus sages de leur ville) et "John Cassidy fecit" (John Cassidy a fait ceci).

## Historique

### Edward Colston
Colston était un marchand né à Bristol qui a fait une partie de sa fortune grâce au commerce des esclaves, en particulier entre 1680 et 1692 ,. Membre actif de la Royal African Company, il a été brièvement gouverneur adjoint en 1689-90. Pendant son mandat, la Compagnie a transporté environ 84 000 esclaves d'Afrique de l'Ouest vers les Amériques. Colston a utilisé sa fortune pour soutenir financièrement des aumônes, des hôpitaux, des écoles, des ouvroirs et des églises dans toute l'Angleterre, en particulier dans sa ville natale de Bristol; il a représenté la circonscription de Bristol en tant que membre du Parlement de 1710 à 1713 . À sa mort, il a légué 71 000 livres sterling à des organisations caritatives, ainsi que 100 000 livres sterling à des membres de sa famille. Au XIXe siècle, il était considéré comme un philanthrope. Le fait qu'une partie de sa fortune ait été tirée du commerce des esclaves a été largement ignoré jusque dans les années 1990 .

### Statue
La statue, conçue par le sculpteur irlandais John Cassidy, a été érigée en 1895 dans la zone connue aujourd'hui sous le nom de The Centre pour commémorer la philanthropie de Colston,. Elle a été proposée en octobre 1893 par James Arrowsmith, le président de l'Anchor Society, ce qui a conduit, en mars 1894, à la nomination d'un comité chargé de collecter des fonds. Selon Tim Cole, de l'université de Bristol, la statue de Colston a été proposée en réponse à l'érection, à proximité, d'une autre statue à Bristol, représentant Edmund Burke, qui avait critiqué l'implication de la ville dans le commerce des esclaves, plaidé en faveur d'une fiscalité plus équitable et désapprouvé l'attitude autoritaire du gouvernement britannique à l'égard de ses colonies.
Deux appels aux organismes caritatifs liés à Colston ont permis de récolter 407 £ pour financer la statue. Par la suite, des fonds supplémentaires, totalisant 650 £, ont été collectés grâce à des appels publics après l'inauguration, et comprennent une contribution de la Society of Merchant Venturers. Vingt-trois modèles de sculpteurs ont été proposés au comité, et c'est celui de Cassidy qui a été retenu. La statue a été dévoilée le 13 novembre 1895, par le maire Howell Davies et l'évêque de Bristol, Charles Ellicott, une date qui a été désignée comme le "Colston Day" dans la ville,.

## Controverse

### 20ᵉ siècle
La statue est devenue controversée à la fin du 20e siècle, lorsque les activités de Colston en tant qu'éminent marchand d'esclaves ont été davantage révélées au grand public. HJ Wilkins, qui avait découvert ces activités dès 1920, a souligné que « nous ne pouvons pas nous faire une idée juste de lui sans tenir compte de son contexte historique »,. L'implication de Colston dans le commerce des esclaves a eu lieu bien avant le mouvement abolitionniste en Grande-Bretagne, à une époque où « l'esclavage était généralement toléré en Angleterre ... et même dans toute l'Europe ... par les ecclésiastiques, les intellectuels et les classes éduquées ». À partir des années 1990, des campagnes et des pétitions ont été lancées pour demander le retrait de la statue.

En 1992, la statue a été incluse dans l'installation Commemoration Day de Carole Drake, dans le cadre de l'exposition Trophies of Empire à l'Arnolfini, une galerie d'art située dans un ancien entrepôt de thé du port de Bristol. L'installation de Drake mettait en scène une réplique de la statue, se balançant au-dessus de chrysanthèmes en décomposition, une fleur qu'affectionnait particulièrement Colston. En arrière-plan, une photographie projetée montrait des écolières de l'école Colston recouvrant la statue de fleurs en 1973, accompagnée par l'audio de l'hymne de l'école, Rejoice Ye Pure in Heart,. Dans le catalogue de Trophies of Empire publié en 1994, Drake a expliqué que l'œuvre faisait référence à...

« les angles morts de la culture occidentale, une amnésie collective qui nie les sources de richesse qui ont permis de construire ces "trophées de l'empire", et la manière dont la culture blanche dominante et son peuple tirent profit de l'exploitation d'autres cultures et d'autres peuples, tant à l'étranger que dans leur propre pays. »

En janvier 1998, « SLAVE TRADER » a été écrit à la peinture sur le socle de la statue. Le conseiller municipal de Bristol, Ray Sefia, a déclaré : « Si nous, dans cette ville, voulons glorifier la traite des esclaves, alors la statue devrait rester. Sinon, la statue devrait être marquée d'une plaque indiquant qu'il était un marchand d'esclaves ou démontée. »,

### 21e siècle
Dans un sondage réalisé en 2014 par le journal local Bristol Post, 56 % des 1 100 personnes interrogées ont déclaré qu'elle devait rester, tandis que 44 % souhaitaient qu'elle disparaisse. D’autres ont demandé qu’une plaque commémorative en hommage aux victimes de l’esclavage soit apposée sur sa statue. Le premier maire élu de Bristol, George Ferguson, a déclaré sur Twitter en 2013 que « les célébrations pour Colston sont perverses, je ne vais pas y participer ! ». En août 2017, une plaque commémorative non autorisée du sculpteur Will Coles a été apposée sur le socle de la statue, déclarant que Bristol était la « capitale de la traite négrière atlantique de 1730 à 1745 » et commémorant « les 12 000 000 d'esclaves dont 6 000 000 sont morts en captivité ». Coles a déclaré que son objectif était « d'essayer d'amener les gens à réfléchir ». La plaque a été retirée par le conseil municipal de Bristol en octobre de la même année. En 2018, Thangam Debbonaire, député travailliste de Bristol Ouest, a écrit au conseil municipal de Bristol pour demander le retrait de la statue.
Une installation artistique non officielle est apparue devant la statue le 18 octobre 2018 pour marquer la Journée contre l'esclavage au Royaume-Uni. Elle représentait une centaine de personnages couchés sur le dos, disposés comme sur un navire négrier, couchés comme s'ils étaient une cargaison, entourés d'une bordure énumérant les travaux généralement effectués par les esclaves contemporain, tels que « cueilleur de fruits » et « ouvrier dans un bar à ongles » ; elle est restée quelques mois. Les étiquettes autour de la proue du navire indiquaient « ici et maintenant ». Une autre intervention artistique a vu une boule et une chaîne attachées à la statue.

#### Projet d'ajout d'une deuxième plaque
En juillet 2018, le conseil municipal de Bristol, qui était responsable de la statue, a déposé une demande de planification pour ajouter une deuxième plaque qui "compléterait les connaissances du public sur Colston", y compris sa philanthropie et son implication dans la traite des esclaves, bien que la formulation initiale suggérée ait fait l'objet de critiques importantes et qu'une reformulation ait eu lieu,,. Le texte initial de la seconde plaque mentionnait le rôle de Colston dans la traite des esclaves, son bref mandat de député conservateur de Bristol, et critiquait sa philanthropie comme étant sélective sur le plan religieux :

« En tant que haut fonctionnaire de la Royal African Company de 1680 à 1692, Edward Colston a joué un rôle actif dans la réduction en esclavage de plus de 84 000 Africains (dont 12 000 enfants), parmi lesquels plus de 19 000 sont morts en route vers les Caraïbes et l'Amérique. Colston a également investi dans le commerce des esclaves espagnols et dans le sucre produit par les esclaves. En tant que député conservateur de Bristol (1710-1713), il a défendu le "droit" de la ville à faire le commerce d'Africains réduits en esclavage. Les Bristoliens qui ne souscrivaient pas à ses convictions religieuses et politiques n'étaient pas autorisés à bénéficier de ses œuvres caritatives,. »

Les membres du public qui ont commenté la demande de permis de construire se sont opposés au libellé initial suggéré pour la plaque, l'un d'eux l'ayant qualifié de « coup de hache » contre Colston. Un conseiller conservateur de Bristol a qualifié la formulation initialement proposée de « révisionniste » et « d'illettrée historiquement ». Une deuxième version, co-écrite par Madge Dresser (professeure associée d'histoire à l' Université de Bristol ) a été proposée par le conseil en août 2018, donnant une brève description de la philanthropie de Colston, de son rôle dans la traite des esclaves et de son temps en tant que député, tout en notant qu'il était désormais considéré comme controversé. Cette formulation a été modifiée par un ancien conservateur du Bristol Museum and Art Gallery, créant une troisième proposition qui a été soutenue par d'autres membres du public...Cependant, elle a été critiquée par Dresser, qui a affirmé que la version était une version « épurée » de l'histoire, arguant que la formulation minimisait le rôle de Colston, omettait le nombre d'enfants esclaves et se concentrait sur les Africains de l'Ouest comme premiers esclavagistes. Néanmoins, le texte a été ultérieurement convenu et la plaque de bronze a été coulée avec le texte suivant :

« Edward Colston (1636-1721), député de Bristol (1710-1713), fut l'un des plus grands bienfaiteurs de cette ville. Il a soutenu et doté des écoles, des aumônes, des hôpitaux et des églises à Bristol, à Londres et ailleurs. Nombre de ses fondations caritatives perdurent. Cette statue a été érigée en 1895 pour commémorer sa philanthropie. Une part importante de la richesse de Colston provenait d'investissements dans le commerce des esclaves, du sucre et d'autres produits issus de l'esclavage. En tant que fonctionnaire de la Royal African Company de 1680 à 1692, il a également participé au transport d'environ 84 000 esclaves africains, hommes, femmes et jeunes enfants, dont 19 000 sont morts au cours des voyages de l'Afrique de l'Ouest vers les Caraïbes et les Amériques. »

Cependant, après la fabrication de la plaque, son installation a été rejetée en mars 2019 par le maire de Bristol, Marvin Rees, qui a critiqué la Society of Merchant Venturers pour la reformulation. Une déclaration du bureau du maire a qualifié cette situation d'« inacceptable », affirmant que Rees n'avait pas été consulté et promettant de continuer à travailler sur une deuxième plaque,. Après le renversement de la statue en juin 2020, la Society of Merchant Venturers a déclaré qu'il était « inapproprié » que la société se soit impliquée dans la reformulation de la plaque en 2018.

## Renversement et enlèvement

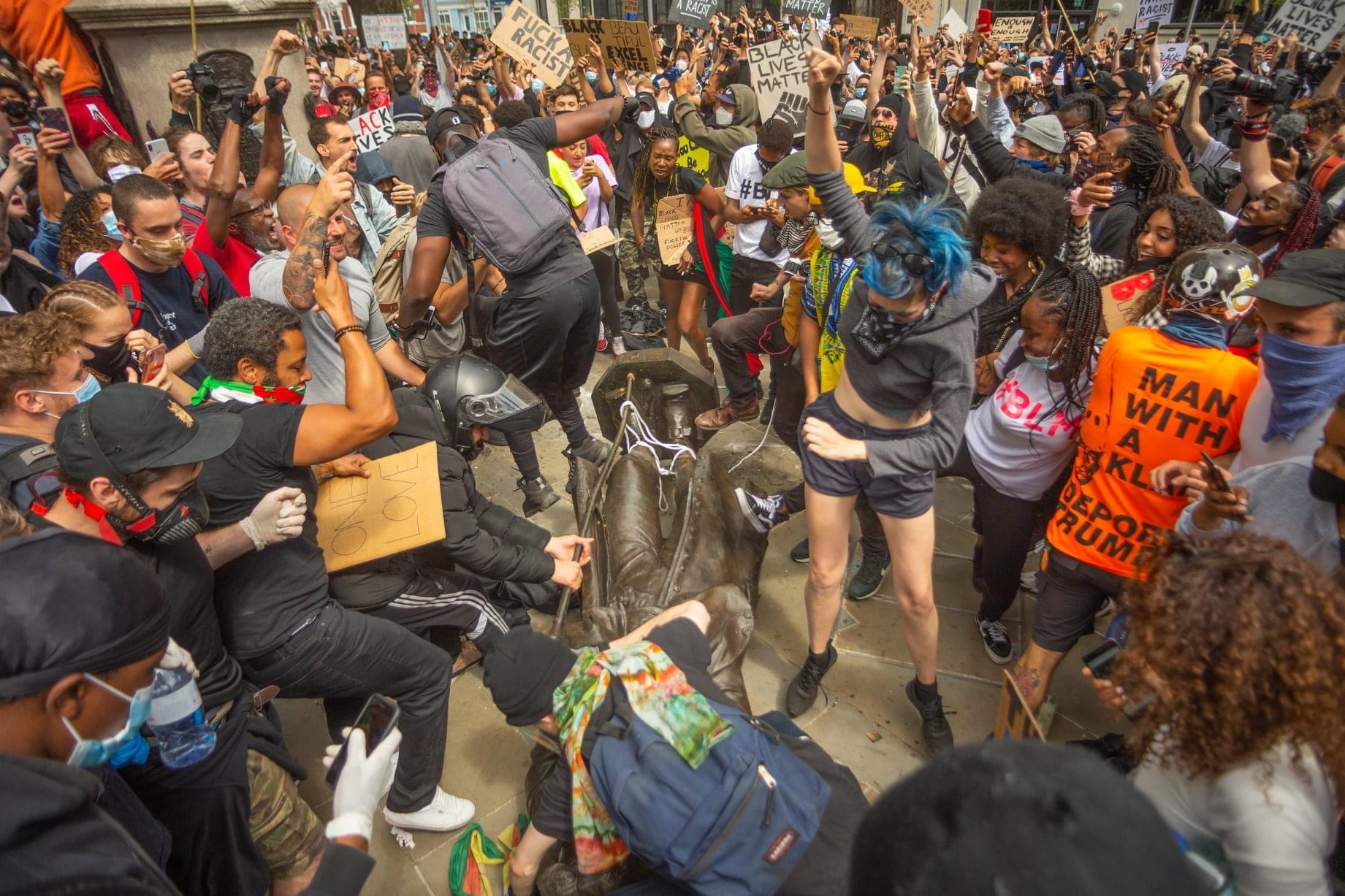
Des manifestants quelques instants après avoir renversé la statue

Le 7 juin 2020, lors des manifestations mondiales qui ont suivi le meurtre de George Floyd aux États-Unis, la statue a été renversée par des manifestants qui ont alors sauté dessus. Ils l'ont enduit de peinture rouge et bleue, et un manifestant a placé son genou sur le cou de la statue pour faire allusion au meurtre de Floyd par un policier blanc qui s'est agenouillé sur le cou de Floyd pendant plus de neuf minutes,. La statue a ensuite été roulée sur Anchor Road et poussée dans le port de Bristol,,. Juste avant cela, une pétition adressée au conseil municipal pour retirer la statue, envoyée à 38 Degrees, « une organisation de campagne en ligne, impliquant plus de 2 millions de personnes de tous les coins du Royaume-Uni », avait reçu plus de 11 000 signatures,.
Le surintendant Andy Bennett de la police d'Avon et Somerset a déclaré qu'ils avaient pris une « décision tactique » de ne pas intervenir et avaient permis que la statue soit renversée, invoquant la crainte que l'arrêt de l'acte puisse conduire à davantage de violence et à une émeute,. Ils ont également déclaré que l'acte constituait un acte criminel et ont confirmé qu'une enquête serait menée pour identifier les personnes impliquées, ajoutant qu'ils étaient en train de rassembler des images de l'incident.

### Réaction
Le 7 juin 2020, la ministre de l'Intérieur, Priti Patel, a qualifié ce renversement de « totalement honteux», « totalement inacceptable » et de « pur vandalisme ». Elle a ajouté : « Cela témoigne des actes de désordre public qui sont devenus une distraction par rapport à la cause pour laquelle les gens protestent. », Le maire de Bristol, Marvin Rees, a déclaré que ces commentaires montraient un « manque absolu de compréhension ».
Le 8 juin, Rees a déclaré que la statue était un affront et qu'il n'éprouvait aucun « sentiment de perte [à cause de son retrait] », mais que la statue serait récupérée « à un moment donné » et qu'il était « très probable que la statue de Colston finisse dans l'un de nos musées ». L'historien et présentateur de télévision David Olusoga a commenté que la statue aurait dû être retirée plus tôt, en disant : « Les statues servent à dire 'c'était un grand homme qui a fait de grandes choses'. Ce n'est pas vrai, il [Colston] était un marchand d'esclaves et un meurtrier ».
Le commissaire de police Andy Bennett a également déclaré qu'il comprenait que Colston était « un personnage historique qui a causé beaucoup d'angoisse à la communauté noire au cours des dernières années », ajoutant : « Bien que je sois déçu que des gens aient endommagé l'une de nos statues, je comprends pourquoi cela s'est produit, c'est très symbolique. »

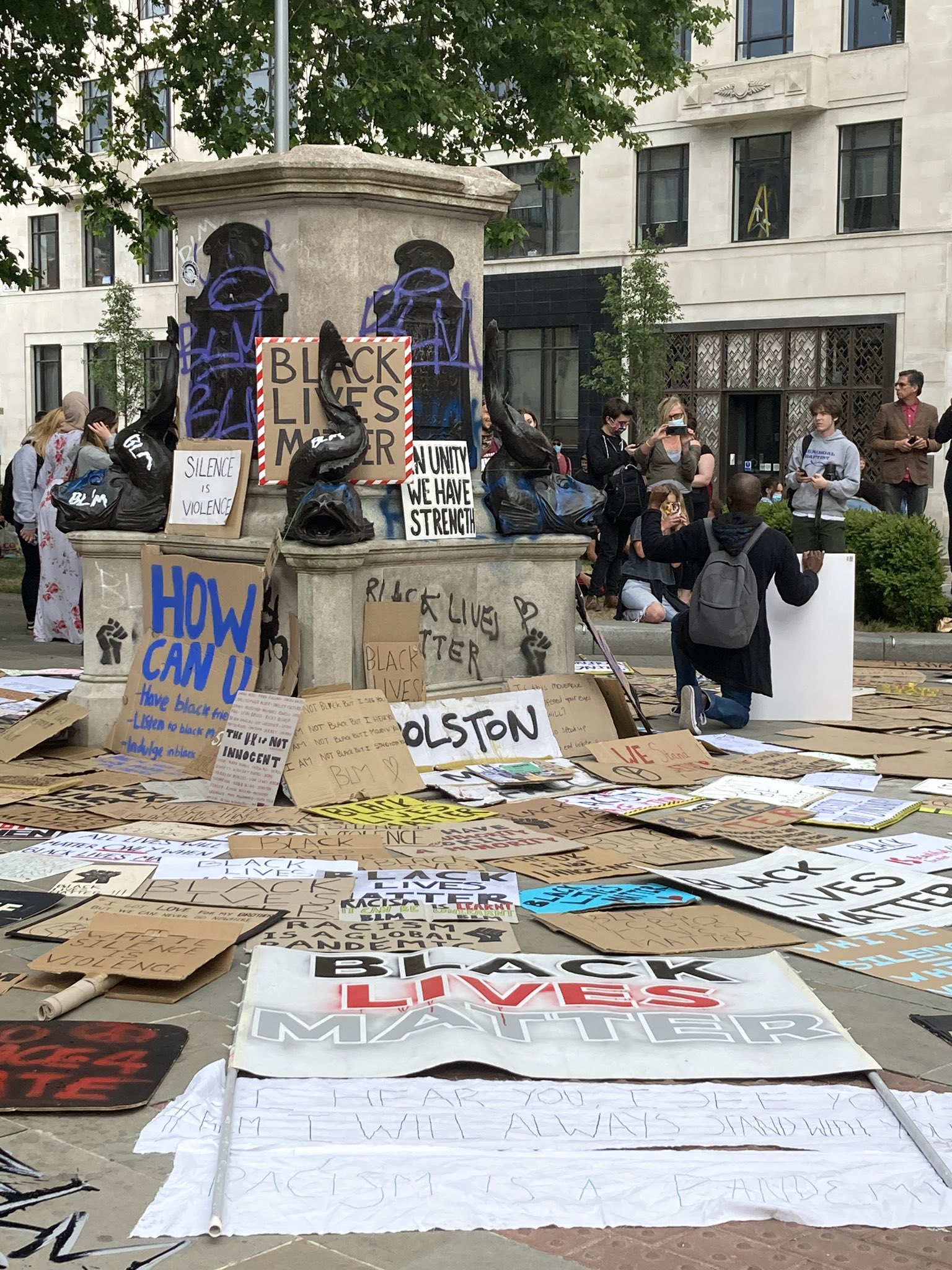
Le piédestal vide, montrant des pancartes et des graffitis

Rees a fait une déclaration suggérant qu'il est important d'écouter ceux qui ont trouvé que la statue représentait un affront à l'humanité et de laisser l'héritage d'aujourd'hui sur l'avenir de notre ville, en luttant contre le racisme et les inégalités. J'appelle tout le monde à lutter contre le racisme et les inégalités dans tous les coins de notre ville et partout où nous les voyons. Dans une interview avec Krishnan Guru-Murthy, il a déclaré : « Nous avons une statue de quelqu'un qui a gagné son argent en jetant notre peuple à l'eau... et maintenant il est au fond de l'eau.
Un porte-parole de Boris Johnson, le Premier ministre, a déclaré qu'il « comprenait parfaitement la force des sentiments », mais a insisté sur le fait que le processus démocratique aurait dû être suivi et que la police devrait tenir pour responsables les personnes impliquées dans l'acte criminel,,.
Le chef du parti travailliste Keir Starmer a déclaré que même si la manière dont la statue avait été démontée était « complètement incorrecte », elle aurait dû être retirée « il y a très, très longtemps ». Il a ajouté : « On ne peut pas, dans la Grande-Bretagne du XXIe siècle, avoir un négrier sur une statue. Cette statue aurait dû être démontée correctement, avec le consentement des autorités, et placée dans un musée. »,
La Society of Merchant Venturers, dans un communiqué du 12 juin 2020, a déclaré que « le fait que [la statue] ait disparu est une bonne chose pour Bristol. Pour construire une ville où le racisme et les inégalités n'existent plus, nous devons commencer par reconnaître le passé sombre de Bristol et retirer les statues, les portraits et les noms qui commémorent un homme qui a bénéficié du commerce de vies humaines. »

### Récupération et stockage
À 5 ans Le 11 juin 2020, la statue a été récupérée dans le port de Bristol par le conseil municipal de Bristol. La statue a été retrouvée remplie de boue et de sédiments provenant du fond du port. Le conseil a déclaré que la statue était structurellement stable, bien qu'elle ait perdu l'un de ses pans de manteau, la canne, et qu'elle ait été endommagée sur son côté gauche et au pied. Ils ont déclaré avoir nettoyé la statue pour éviter la corrosion et qu'ils prévoyaient de l'exposer dans un musée sans enlever les graffitis et les cordes placés dessus par les manifestants,. En nettoyant la boue de la statue, M. Shed a découvert un numéro de 1895 du magazine Tit-Bits contenant une date manuscrite, le 26 octobre 1895, et les noms de ceux qui ont initialement installé la statue,,.

### Enquête policière
Le lendemain du renversement, la police a annoncé avoir identifié 17 personnes en lien avec l'incident, mais n'a pas encore procédé à d'arrestations. Le 22 juin 2020, la police a publié des images de personnes liées à l’incident et a demandé l’aide du public pour identifier les individus. Le 1er juillet, un homme de 24 ans dont le nom n'a pas été dévoilé a été arrêté, soupçonné d' avoir endommagé la statue et a été libéré sous caution après enquête policière . En septembre 2020, la police d'Avon et de Somerset a déclaré que les dossiers de quatre personnes soupçonnées de dommages criminels avaient été transmis au Crown Prosecution Service pour décider si des accusations devaient être portées. Cinq autres personnes se sont vu proposer une justice réparatrice, telle qu'une amende et des travaux d'intérêt général. Au 1ᵉʳ octobre 2020, un total de six personnes avaient accepté des avertissements conditionnels liés aux événements du 7 juin.

### Accusations pénales et procès
Le 9 décembre 2020, quatre personnes – Rhian Graham, Milo Ponsford, Jake Skuse et Sage Willoughby, souvent appelés les « 4 de Colston », ont été accusées d’avoir causé des dommages criminels en lien avec le renversement de la statue. Ils ont comparu devant le tribunal de première instance de Bristol le 2 mars 2021 et ont plaidé non coupable . Leur procès a débuté à Bristol Crown Court le 13 décembre 2021. Avant le procès, le graffeur Banksy a produit un T-shirt à vendre pour soutenir l'accusé.
.Les quatre hommes n'ont pas nié avoir renversé la statue, mais ont avancé plusieurs arguments de défense selon lesquels cela ne constituait pas un acte de dommage criminel au sens de la loi. L'un des arguments avancés pour sa défense était que la statue n'avait en réalité pas été endommagée — mais qu'elle avait même gagné en valeur grâce au processus de démolition, de retrait du port et d'exposition au musée. La deuxième affirmation était que le retrait de la statue avait contribué à empêcher un autre crime, car l'exposition de la statue elle-même était un acte criminel consistant à exposer du matériel indécent ou abusif, affirmant que la « vénération continue de Colston (...) dans une ville multiculturelle dynamique était un acte d'abus ». Deux accusés ont également fait valoir qu'ils pensaient que la statue appartenait collectivement à la population de Bristol, qui, dans les circonstances, aurait accepté l'acte de la renverser. En fait, la statue appartenait au conseil municipal de Bristol, mais même une croyance erronée sur le propriétaire et ses intentions aurait pu constituer un motif d'acquittement, si le jury estimait que cette croyance était sincère. Le juge a également informé le jury que même s'il n'était convaincu par aucun de ces arguments, le jury pourrait toujours acquitter les accusés au motif qu'une condamnation pour dommages criminels représenterait, dans les circonstances, une ingérence disproportionnée dans le droit à la liberté d'expression des accusés. Le jury devra peser l'importance du droit des propriétaires à ne pas voir leurs biens (par exemple des statues) endommagés, avec le droit à la liberté d'expression.
Le 5 janvier 2022, le jury a déclaré les quatre accusés non coupables de dommages criminels par une majorité de 11 contre 1 après avoir délibéré pendant trois heures. Étant donné que les jurys ne fournissent jamais aucune justification ni documentation à l’appui de leur verdict, il est difficile de savoir quels arguments de la défense ils ont trouvés convaincants. Tout en affirmant que « le procès avec jury est un important gardien de la liberté et ne doit pas être compromis », Suella Braverman, la procureure générale, a déclaré qu'elle « réfléchissait attentivement » à la possibilité de renvoyer l'affaire devant la Cour d'appel, car le résultat « créait de la confusion ». La déclaration de Braverman a été accusée par l'ancien directeur des poursuites publiques, Ken Macdonald, et par le procureur général fantôme, Emily Thornberry, d'être motivée par des raisons politiques.
Le 12 avril 2022, Braverman a renvoyé l’affaire devant la Cour d’appel, pour demander des éclaircissements sur la question de savoir si les accusés peuvent invoquer leurs droits de l’homme comme moyen de défense dans une affaire de préjudice criminel. La décision de la Cour d'appel, qui n'a pas affecté l'acquittement du jury dans l'affaire initiale, a été rendue le 28 septembre 2022. La Cour a statué que les défenses fondées sur les droits de l'homme ne pouvaient être invoquées que dans les affaires de dommages criminels, lorsque la valeur des biens endommagés était faible.

## Après le renversement
Le lendemain du renversement, le 8 juin, une plaque en carton portant le texte « Cette plaque est dédiée aux esclaves qui ont été enlevés de leurs maisons » a été collée sur le socle pour couvrir la plaque commémorative en bronze sur la face sud qui décrivait Colston comme « vertueux et sage ».
Après le renversement de la statue de Colston, un monument similaire à celui de Robert Milligan, le marchand d'esclaves qui était en grande partie responsable de la construction des West India Docks, dans l'est de Londres, a été retiré par le conseil municipal de Tower Hamlets à Londres le 9 juin 2020 ,. Le même jour, le maire de Londres, Sadiq Khan, a demandé que les statues et les noms de rues de Londres liés à l’esclavage soient supprimés ou renommés. Khan a créé la Commission pour la diversité dans l'espace public afin d'examiner les monuments de Londres.
Le soutien et l'opposition au retrait de la statue se sont poursuivis dans la région de Bristol. Dans ce qu'un conseiller local a cru être des représailles, la pierre tombale et la pierre tombale de l'esclave Scipion l'Africain ont été vandalisées dans le cimetière de l'église Sainte-Marie, à Henbury, à Bristol, le 17 juin. L'agresseur a brisé l'une des pierres en deux et a griffonné un avertissement : « Remettez la statue de Colston en place, sinon les choses vont vraiment s'échauffer. »
Après le retrait de la statue de Colston, une pétition a été lancée pour qu'une statue de Paul Stephenson soit érigée à sa place. L'ancien animateur de jeunesse de Bristol est un homme noir qui a joué un rôle déterminant dans le boycott des bus de Bristol en 1963, inspiré par le boycott des bus de Montgomery aux États-Unis, qui a mis fin à une interdiction d'emploi de couleur alors légale dans les compagnies de bus de Bristol.
Bien que le socle soit resté vide, un certain nombre de statues non officielles y ont été placées. Le 11 juillet 2020, un mannequin déguisé en présentateur de télévision décédé Jimmy Savile est apparu sur le socle, accompagné d'un panneau en carton : « Aucun d'entre eux ne m'a arrêté, et votre licence a payé pour cela ». Le mannequin est resté sur le socle pendant environ une heure, avant d'être retiré. Au petit matin du 15 juillet 2020, une statue de Marc Quinn a été placée sur le socle vide sans l'autorisation des autorités. La statue, intitulée A Surge of Power (Jen Reid) 2020, représente une manifestante de Black Lives Matter, Jen Reid, avec un poing levé,. Quinn l'a décrit comme une « nouvelle installation publique temporaire ». Le conseil municipal de Bristol a retiré la statue le matin du 16 juillet et elle a été rendue à Quinn. Une demande de permis de construire pour l'installation d' A Surge of Power pendant deux ans a été déposée à l'été 2020, rejetée, contestée en mars 2021, et finalement refusée en novembre 2021 . Le 2 décembre 2020, une figurine de Dark Vador est apparue sur le socle, dans ce qui a été considéré comme un hommage à l'acteur David Prowse, né à Bristol et décédé le 29 novembre 2020 .

## Réinterprétation et remplacement possible
En septembre 2020, le maire de Bristol, Marvin Rees, a créé la commission d'histoire We Are Bristol, décrite comme « un groupe indépendant qui aidera Bristol à mieux comprendre son histoire et comment elle est devenue la ville qu'elle est aujourd'hui ; travaillera avec les citoyens et les groupes communautaires pour s'assurer que tout le monde dans la ville puisse partager ses points de vue sur l'histoire de Bristol ; construire une compréhension améliorée et partagée de l'histoire de Bristol pour les générations futures. » Un porte-parole du conseil municipal a déclaré que la commission inclurait les problèmes liés à la statue de Colston comme point de départ, et qu'elle aborderait également des problèmes historiques plus larges dans la ville. La Commission est présidée par le Dr Tim Cole de l' Université de Bristol, avec comme autres membres Madge Dresser et David Olusoga . Certains ont critiqué le fait que la commission était dominée par les universitaires au détriment des membres de la communauté locale.

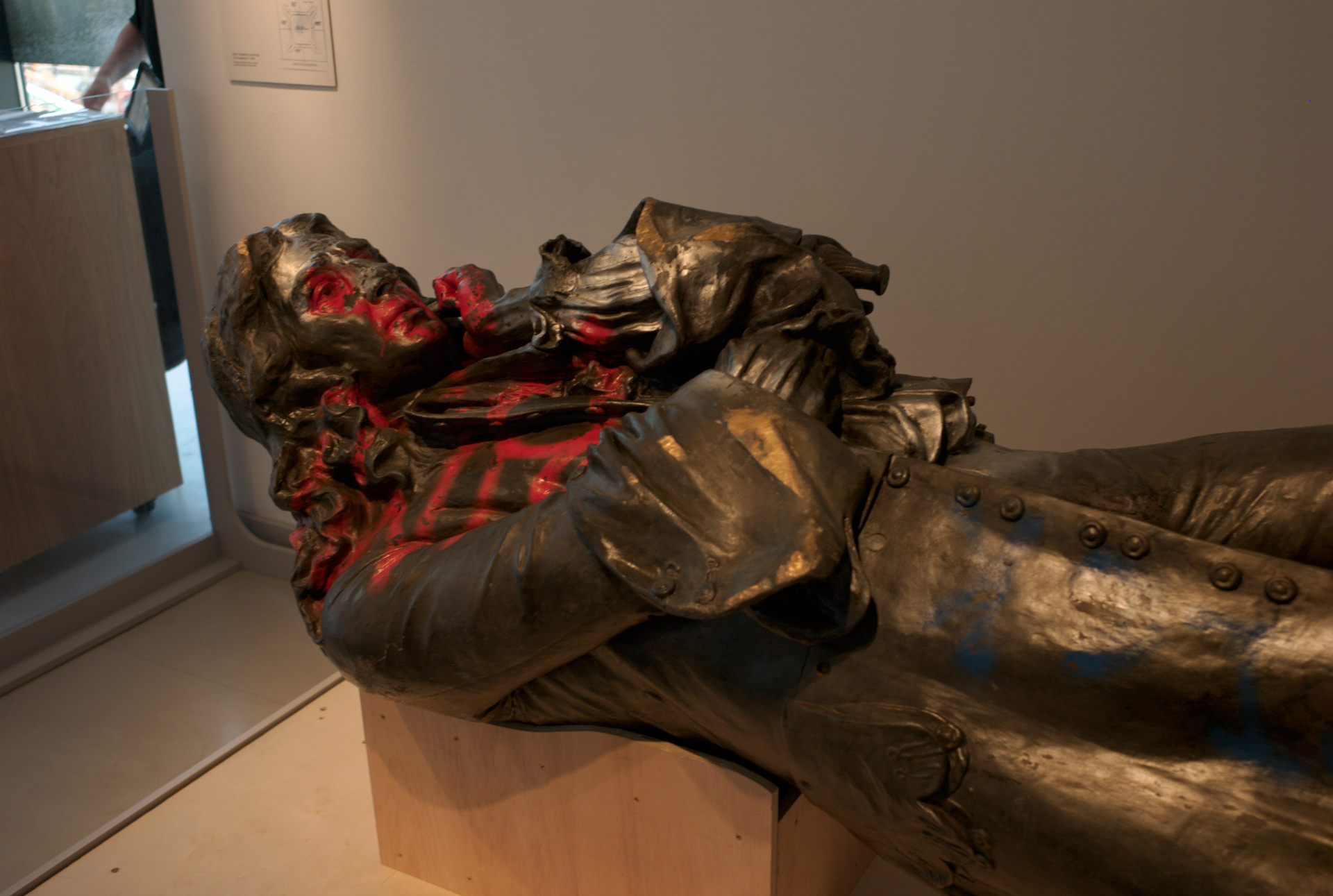
Statue de Colston dégradée exposée au M Shed

La statue de Colston a été exposée du 4 juin au 5 septembre 2021 au musée M Shed de Bristol,. Il était affiché horizontalement sur un support en bois avec les graffitis restants. John Finch, responsable de la culture et des industries créatives au conseil municipal de Bristol, a déclaré qu'après mûre réflexion, la statue était exposée horizontalement car son état endommagé signifiait qu'elle était « instable » et nécessitait un support coûteux, et pour permettre aux visiteurs de voir la statue, ainsi que les graffitis et les dommages, de près. Certaines des pancartes de manifestation, séchées à l'air pour les conserver, étaient exposées à proximité,,. Le site Internet du musée indiquait que « cette exposition temporaire est le début d'une conversation, pas une exposition complète », et invitait les membres du public à exprimer leur point de vue sur l'avenir de la statue et de son socle. Immédiatement après que la statue ait été exposée, avec une entrée uniquement sur réservation préalable gratuite, les personnes qui souhaitaient que la statue soit remise à la vue du public sur son socle ont réservé l'exposition sans intention d'y assister, de sorte qu'elle ne pouvait pas être vue par le public. En réponse, le musée a modifié son système de réservation en ligne : « Nous sommes toujours plus qu'heureux d'accueillir les visiteurs sans rendez-vous si nous n'avons pas atteint notre capacité sécurisée en raison du Covid ». Après la fermeture de l'exposition temporaire, les réponses ont été examinées par la commission d'histoire We Are Bristol, avec un rapport attendu début 2022. Le maire décidera alors de l'avenir de la statue.
Le 4 août 2021, l'inspecteur d'urbanisme JP Sargent a rejeté un appel contre le refus du conseil municipal d'accorder une autorisation temporaire de rétablir, pour une période de deux ans, la statue de Jen Reid de Marc Quinn. Il a déclaré que, dans la mesure où aucun consentement n'avait été donné pour que la statue de Colston soit retirée, elle restait, en droit, partie intégrante de l'ensemble du monument et pouvait être remise sur son socle. Il a déclaré que « l'intérêt architectural et historique particulier » du monument, qui avait conduit à son classement, reposait en partie sur la qualité de la conception de la statue et que « la remplacer par une statue de quelqu'un d'autre porterait sensiblement atteinte à l'intégrité historique du monument » .
Le 3 février 2022, la commission historique We Are Bristol a recommandé, après consultation publique, que la statue de Colston renversée et défigurée soit exposée dans le musée de la ville, dans son état actuel, et présentée de manière « nuancée, contextualisée et engageante ». Ils ont recommandé que des œuvres d'art temporaires soient placées sur le socle restant, avec des « périodes de vide intentionnel ».